# Moderbolag
Moderbolag, huvudbolaget i en koncern, innehar antingen mer än 50 % av dotterbolagets röster eller regleras i form av avtal om inflytande. Tillsammans bildar det en koncern. Om moderbolaget innehar minst 20 % och max 50 % kallas det intressebolag istället för dotterbolag.